# Frøstrupkredsen
Frøstrupkredsen var Thisted Amts første valgkreds fra 1849 til 1919. Fra 1849 til 1905 hed kredsen Bjergets Kro-kredsen. 
Bjergets Kro var fra 1849 valgsted for Bjergets Kro-kredsen. Vælgerne måtte dengang møde på kredsens valgsted for at afgive deres stemme. Det kunne være en lang og besværlig rejse, men efter at Thisted-Fjerritslev Jernbanen var åbnet i 1904, blev valgstedet i 1905 flyttet til den nye stationsby Frøstrup, og valgkredsen skiftede navn til Frøstrupkredsen.
I 1920-1970 var området en del af Thistedkredsen i Thisted Amtskreds. I 1971-2006 var området delt mellem Thistedskredsen i Viborg Amtskreds og Fjerritslevkredsen i Nordjyllands Amtskreds. Fra 2007 er området delt mellem Thistedkredsen og Brønderslevkredsen – begge i Nordjyllands Storkreds. 

## Frøstrupkredsens folketingsmænd valgte 1849-1918
- 1849-1851: sognepræst Niels Gottlob, (Højre).
- 1851-1852: husejer H.P. Badstue, (Højre).
- 1852-1856: lærer P.C. Myrup (Højre).
- 1856-1858: proprietær Poul Knudsen (Højre).
- 1858-1861: gårdejer Søren P. Lybye (moderat konservativ, senere Højre). Søren Lybye repræsenterede Skivekredsen i flere perioder.
- 1861-1864: proprietær J.N.F. Hasselbalch, (bondeven).
- 1864-1866: ritmester Allan Dahl, (Højre).
- 1866: proprietær J.N.F Hasselbalch, (Venstre).
- 1866-1895: gårdejer J.A. Bach, (Venstre).
- 1895-1920: gårdejer Jens Peter Nørhave, (Venstre).